# 米斯基科查山
8°42′16″S 77°49′02″W / 8.70444°S 77.81722°W
米斯基科查山（Misquicocha），是秘魯的山峰，位於該國北部安卡什大區，由瓦伊拉斯省的尤拉克馬爾卡區負責管轄，屬於布蘭卡山脈的一部分，海拔高度5,000米。